# Fußball-Weltmeisterschaft 2022/Frankreich
Dieser Artikel behandelt die französische Nationalmannschaft bei der Fußball-Weltmeisterschaft 2022. Dies war für Frankreichs Männer, die als Titelverteidiger nach Katar gereist sind und dort erneut das Finale erreichten, die 16. Teilnahme an einer Weltmeisterschaftsendrunde.

## Qualifikation
Frankreich traf in der Europa-Gruppe D zwischen März und November 2021 auf folgende Gegner:
| Frankreich          | – | Ukraine    | 1:1 und 1:1 |
| Kasachstan          | – | Frankreich | 0:2 und 0:8 |
| Bosnien-Herzegowina | – | Frankreich | 0:1 und 1:1 |
| Frankreich          | – | Finnland   | 2:0 und 2:0 |

Gegen diese keineswegs als übermäßig schwierig betrachteten Qualifikationsgegner tat sich der amtierende Weltmeister vor allem nach der Sommerpause relativ schwer, leistete sich gegen die Bosniaken sogar im Stade de France ein – eher noch schmeichelhaftes – Unentschieden. Nachdem die Franzosen allerdings im Oktober das Endrundenturnier der UEFA Nations League für sich entschieden hatten, lösten sie auch ihre restlichen Aufgaben gegen Finnland und Kasachstan ohne weitere Probleme und qualifizierten sich als Gruppensieger direkt für die WM-Endrunde in Katar.
In diesen acht Begegnungen hat Trainer Didier Deschamps häufig umgestellt, auch mehrfach mit unterschiedlichen Spielsystemen – insbesondere dem 4-2-3-1 und dem 4-3-3, aber auch der defensiven Vierer- beziehungsweise Dreierkette − experimentiert sowie insgesamt 31 Spieler eingesetzt, von denen lediglich zwei (Lloris und Griezmann) an sämtlichen Partien teilgenommen haben. Besonders betroffen war die Abwehr mit gleich elf eingesetzten Akteuren, weil hier auch noch Verletzungen und eine Rot-Sperre Wechsel erforderlich machten.
Im Einzelnen wurden berücksichtigt (Zahl der Einsätze in Klammern, wobei beispielsweise „3+2e“ bedeutet, dass der betreffende Spieler dreimal in der Startelf stand und weitere zweimal eingewechselt wurde):
Tor

Hugo Lloris (8)
Abwehr

Presnel Kimpembe (5), Léo Dubois (4+1e), Raphaël Varane (4), Lucas Digne (4), Kurt Zouma (4), Benjamin Pavard (2+2e), Lucas Hernández (3), Jules Koundé (3), Clément Lenglet (1+2e), Theo Hernández (2), Dayot Upamecano (2), Nordi Mukiele (1e)
Mittelfeld

Adrien Rabiot (6+1e), Kingsley Coman (4+3e), Paul Pogba (5+1e), Aurélien Tchouaméni (2+2e), Thomas Lemar (3), Jordan Veretout (1+2e), N’Golo Kanté (2), Moussa Sissoko (2e), Tanguy Ndombele (1), Mattéo Guendouzi (1e)
Angriff

Antoine Griezmann (8), Kylian Mbappé (5+1e), Anthony Martial (3+2e), Karim Benzema (3+2e), Moussa Diaby (1+3e), Wissam Ben Yedder (3e), Olivier Giroud (1+1e), Ousmane Dembélé (1+1e)
Torschützen

Frankreichs 18 Treffer erzielten Griezmann (6), Mbappé (5), Benzema (3), Dembélé, Martial und Rabiot (je 1); dazu kam ein Eigentor des Kasachen Sergei Maly.

## Aufgebot
Trainer Deschamps berief folgende Spieler für diese Weltmeisterschaftsendrunde, wobei er am letzten Tag der Meldefrist den zunächst nominierten Presnel Kimpembe aus Verletzungsgründen durch Axel Disasi ersetzen musste und zudem Marcus Thuram nachträglich als 26. Spieler in seinen Kader holte. Einen Tag darauf verletzte sich Christopher Nkunku im Mannschaftstraining; ihn ersetzte Randal Kolo Muani. Drei Tage vor dem ersten Gruppenspiel fiel außerdem der aktuelle Ballon-d’Or-Gewinner Karim Benzema mit einem Riss des Quadrizeps aus; auf eine weitere Nachnominierung verzichtete Deschamps, womit die FIFA Benzema offiziell weiterhin zum WM-Aufgebot zählte.
| Nr.                            | Name                           | Verein                         | Geburtstag | Spiele (Tore) (a) | WM- (b) Spiele | Spiel- Min.  | WM- (b) Tore | (c)          |              |              |
|                                | Tor                            | Tor                            | Tor        | Tor               | Tor            | Tor          | Tor          | Tor          | Tor          | Tor          |
| ------------------------------ | ------------------------------ | ------------------------------ | ---------- | ----------------- | -------------- | ------------ | ------------ | ------------ | ------------ | ------------ |
| 23                             | Alphonse Aréola                | West Ham United                | 27.02.1993 | 05 0(0)           | ohne Einsatz   | ohne Einsatz | ohne Einsatz | ohne Einsatz | ohne Einsatz | ohne Einsatz |
| 01                             | Hugo Lloris                    | Tottenham Hotspur              | 26.12.1986 | 139 0(0)          | 6              | 570          |              |              |              |              |
| 16                             | Steve Mandanda                 | Stade Rennes                   | 28.03.1985 | 034 0(0)          | 1              | 090          |              |              |              |              |
|                                | Abwehr                         |                                |            |                   |                |              |              |              |              |              |
| 03                             | Axel Disasi                    | AS Monaco                      | 11.03.1998 | 00 0(0)           | 3              | 092          |              |              |              |              |
| 21                             | Lucas Hernández                | Bayern München                 | 14.02.1996 | 032 0(0)          | 1              | 012          |              |              |              |              |
| 22                             | Theo Hernández                 | AC Mailand                     | 06.10.1997 | 07 0(1)           | 6              | 509          | 1            | (1)          |              |              |
| 24                             | Ibrahima Konaté                | FC Liverpool                   | 25.05.1999 | 02 0(0)           | 5              | 293          |              |              |              |              |
| 05                             | Jules Koundé                   | FC Barcelona                   | 12.11.1998 | 012 0(0)          | 6              | 483          |              | (1)          |              |              |
| 02                             | Benjamin Pavard                | Bayern München                 | 28.03.1996 | 046 0(2)          | 1              | 088          |              |              |              |              |
| 17                             | William Saliba                 | FC Arsenal                     | 24.03.2001 | 07 0(0)           | 1              | 027          |              |              |              |              |
| 18                             | Dayot Upamecano                | Bayern München                 | 27.10.1998 | 07 0(1)           | 5              | 480          |              |              |              |              |
| 04                             | Raphaël Varane                 | Manchester United              | 25.04.1993 | 087 0(5)          | 6              | 520          |              |              |              |              |
|                                | Mittelfeld                     |                                |            |                   |                |              |              |              |              |              |
| 25                             | Eduardo Camavinga              | Real Madrid                    | 10.11.2002 | 04 0(1)           | 2              | 139          |              |              |              |              |
| 13                             | Youssouf Fofana                | AS Monaco                      | 10.01.1999 | 02 0(0)           | 6              | 218          |              |              |              |              |
| 06                             | Mattéo Guendouzi               | Olympique Marseille            | 14.04.1999 | 06 0(1)           | 1              | 079          |              |              |              |              |
| 14                             | Adrien Rabiot                  | Juventus Turin                 | 03.04.1995 | 029 0(2)          | 6              | 483          | 1            | 1            |              |              |
| 08                             | Aurélien Tchouaméni            | Real Madrid                    | 27.01.2000 | 014 0(1)          | 7              | 623          | 1            | (1)          |              |              |
| 15                             | Jordan Veretout                | Olympique Marseille            | 01.03.1993 | 05 0(0)           | 1              | 063          |              |              |              |              |
|                                | Angriff                        |                                |            |                   |                |              |              |              |              |              |
| 19                             | Karim Benzema                  | Real Madrid                    | 19.12.1987 | 097 (37)          | abwesend       | abwesend     | abwesend     | abwesend     | abwesend     | abwesend     |
| 20                             | Kingsley Coman                 | Bayern München                 | 13.06.1996 | 040 0(5)          | 6              | 167          |              |              |              |              |
| 11                             | Ousmane Dembélé                | FC Barcelona                   | 15.05.1997 | 028 0(4)          | 7              | 435          |              | (1)          |              |              |
| 09                             | Olivier Giroud                 | AC Mailand                     | 30.09.1986 | 114 (49)          | 6              | 421          | 4            | 1 (e)        |              |              |
| 07                             | Antoine Griezmann              | Atlético Madrid                | 21.03.1991 | 110 (42)          | 7              | 538          |              | (1)          |              |              |
| 12                             | Randal Kolo Muani              | Eintracht Frankfurt            | 05.12.1998 | 02 0(0)           | 3              | 181          | 1            |              |              |              |
| 10                             | Kylian Mbappé                  | Paris Saint-Germain            | 20.12.1998 | 059 (28)          | 7              | 597          | 8            |              |              |              |
| 26                             | Marcus Thuram                  | Borussia Mönchengladbach       | 06.08.1997 | 04 0(0)           | 5              | 150          |              | 1            |              |              |
|                                | Trainerstab                    |                                |            |                   |                |              |              |              |              |              |
| Didier Deschamps (Cheftrainer) | Didier Deschamps (Cheftrainer) | Didier Deschamps (Cheftrainer) | 15.10.1968 | 131               | 7              |              |              |              |              |              |
| Guy Stéphan (Trainerassistent) | Guy Stéphan (Trainerassistent) | Guy Stéphan (Trainerassistent) | 17.10.1956 | 01 (d)            |                |              |              |              |              |              |
| Franck Raviot (Torwarttrainer) | Franck Raviot (Torwarttrainer) | Franck Raviot (Torwarttrainer) | 12.07.1973 |                   |                |              |              |              |              |              |

Lediglich sechs der schlussendlich in Katar anwesenden 25 Fußballer spielten zu diesem Zeitpunkt in der französischen Liga – genauso viele wie in der deutschen. Je fünf waren bei spanischen und englischen, drei bei italienischen Erstligisten aktiv. Das mittlere Alter des Aufgebots, dem mit Giroud, Mandanda und Lloris drei Spieler angehörten, die die 35 bereits überschritten hatten, betrug bei Turnierbeginn 26 Jahre und 10 Monate, war also um mehr als ein dreiviertel Jahr höher als beim Titelgewinn 2018. Mit 24 Jahren und 7 Monaten fiel das mittlere Alter allerdings bei den Mittelfeldspielern deutlich jünger aus, die zudem auch eine besonders geringe Zahl an A-Länderspielen vorzuweisen hatten.
Zwei Stammkräfte im Mittelfeld, die vier Jahre zuvor Weltmeister geworden waren, konnte der Trainer nicht berücksichtigen: N’Golo Kanté (FC Chelsea) musste sich einen Monat vor Turnierbeginn einer Operation der Oberschenkelmuskulatur unterziehen und Paul Pogba (Juventus Turin) laborierte noch immer an seinem operierten rechten Knie. Drei andere, die das Kicker-Sonderheft – es wurde einen Tag nach Deschamps’ Pressekonferenz ausgeliefert – zum französischen Aufgebot zählte, blieben hingegen unberücksichtigt: Jonathan Clauss, Ferland Mendy sowie Boubacar Kamara.
Für fünf Spieler war dies bereits die zweite, für vier weitere sogar die dritte Weltmeisterschafts-Teilnahme (in Klammern Zahl der damaligen Einsätze): Aréola (0), Lucas Hernández (5), Pavard (6), Dembélé (4) und Mbappé (7) gehörten 2018 in Russland zum französischen Kader, Varane (5 und 7), Giroud (5 und 7) sowie Griezmann (5 und 7) darüber hinaus auch schon 2014 in Brasilien; Mandanda (0 und 1) war 2010 und 2018 dabei. Bei dem „Fiasko in Südafrika“ 2010 war auch Lloris (3, 5 und 6) schon aufgeboten worden, der 2022 somit an seiner vierten WM teilnahm.
Mit dem Erreichen des Finales sind die Spieler und Trainer um rund 295.000 € pro Kopf reicher geworden; hätten sie den Titel gewonnen, hätte sich diese Prämie, die insgesamt 30 % der von der FIFA an den französischen Verband FFF ausgeschütteten Zuweisungen ausmacht, um etwa 100.000 € erhöht.

## Unterkunft
Die Franzosen hatten für die Dauer ihrer Teilnahme eine 5-Sterne-Unterkunft (Al Messila Luxury Collection Resort & Spa) an der westlichen Stadtgrenze zwischen Doha und ar-Rayyan bezogen. In ar-Rayyan liegt auch das Jassim-Bin-Hamad-Stadion, das ihnen als Trainingsgelände diente und in dem normalerweise der al-Sadd Sports Club seine Heimspiele austrägt.
Nachdem der TV-Sender France 2 über die Arbeits- und vor allem die Unterbringungssituation eines großen Teils der Beschäftigten des zur Marriott-Gruppe gehörenden Hotels berichtet hatte, entsponn in Frankreich eine Kontroverse, wie die FFF darauf reagieren solle. Deren Präsident Noël Le Graët hatte die Information über den Zustand der Angestelltenunterkünfte mit den Worten „Das ist ein lösbares Problem, braucht lediglich ein paar Eimer Farbe“ heruntergespielt. Frankreichs Sportministerin Amélie Oudéa-Castéra bezeichnete diese Bemerkung als „abgehoben [und] von einem Mangel an Menschlichkeit und Scharfblick“ zeugend; ähnlich wie die Internationale Arbeitsorganisation forderte sie den Verband auf, seinen Einfluss vor Ort für eine Verbesserung der dortigen Lebens- und Arbeitsbedingungen geltend zu machen.

## Spiele bei der WM-Endrunde

### Vorrunde
Bei der Weltmeisterschaftsendrunde traf Frankreich in der Vorrundengruppe D auf Dänemark, Tunesien sowie auf Australien. Zum Auslosungszeitpunkt stand der Auftaktgegner noch nicht fest, weil neben den Australiern auch die Vereinigten Arabischen Emirate und Peru die Möglichkeit hatten, sich in den anschließenden interkontinentalen Ausscheidungsspielen zu qualifizieren. Zufälligerweise war Frankreich auch bei der vorangehenden WM in eine Vorrundengruppe mit Dänemark, Australien und Peru gelost worden.
Bezüglich des sogenannten „Weltmeisterfluchs“ – Frankreichs drei Vorgänger Italien, Spanien und Deutschland waren vier Jahre nach ihrem letzten Titelgewinn jeweils schon in der Gruppenphase ausgeschieden – machte der Trainer sich im Vorfeld zumindest nach außen hin keinen Kopf. Auf die Frage eines Journalisten, was er gegen die Gefahr zu tun gedenke, dass auch seine Mannschaft nach drei Spielen wieder abreisen muss, antwortete er „Ich nehme eine Aspirin dagegen“. Dabei war den Franzosen ein solches Missgeschick auch schon selbst widerfahren: Bei der WM 2002 schieden sie als Titelverteidiger in der Vorrunde aus.
Gegen Australien wiesen die Bleus eine positive Bilanz mit drei Siegen, einem Unentschieden und einer Niederlage bei 10:3 Toren auf. Gegen die Dänen standen je acht gewonnene und verlorene Partien sowie zwei Unentschieden zu Buche; das Gesamt-Torverhältnis von 21:41 hängt wesentlich damit zusammen, dass Frankreich diesem Gegner beim olympischen Fußballturnier 1908 mit 0:9 und 1:17 unterlegen war. Aktuell bedeutender war die Tatsache, dass die Skandinavier die jüngsten beiden Spiele in der Nations League im Sommer 2022 für sich entschieden hatten. Tunesien wurde zweimal bezwungen, zweimal – so auch bei dem bis dahin letzten Aufeinandertreffen (2010) – teilte man sich die Punkte (7:3 Tore).
| 22. November 2022, in al-Wakra, al-Janoub Stadium (40.875 Z.)       |   |            |           |
| Frankreich                                                          | – | Australien | 4:1 (2:1) |
| 26. November 2018, in Doha, Stadium 974 (42.860 Z.)                 |   |            |           |
| Frankreich                                                          | – | Dänemark   | 2:1 (0:0) |
| 30. November 2018, in ar-Rayyan, Education City Stadium (43.627 Z.) |   |            |           |
| Frankreich                                                          | – | Tunesien   | 0:1 (0:0) |

Im Auftaktspiel tat Frankreich sich anfangs schwer, geriet früh in Rückstand und ließ in der ersten Halbzeit zwei weitere gute Chancen der Australier durch Duke und Irvine zu. Allerdings kam der Titelverteidiger noch vor der Pause besser ins Spiel und übernahm durch Treffer von Rabiot und Giroud – jeweils nach Hereingaben von der linken Außenbahn – zunehmend das Kommando. In der zweiten Hälfte bauten, beide per Kopfball, Mbappé und erneut Giroud den Vorsprung aus; dank seines zweiten Tores zog der 36-jährige Mittelstürmer mit dem die Liste der erfolgreichsten Schützen der Bleus bisher alleine anführenden Thierry Henry gleich. Einen weiteren Distanzschuss von Griezmann wehrte Aziz Behich für seinen bereits geschlagenen Torhüter auf der Linie ab. Den am Ende ungefährdeten Sieg erkauften sich die Franzosen allerdings teuer: Lucas Hernández verdrehte sich schon in der 9. Spielminute das rechte Knie und musste durch seinen Bruder Theo ersetzt werden. Nachfolgend wurde ein Kreuzbandriss diagnostiziert, der für den Bayern-Spieler das sehr frühe Aus bei dieser WM bedeutete.
Zur zweiten Partie trat Frankreich mit einer veränderten Abwehr (Varane für Konaté, Koundé für Pavard sowie Theo für seinen bereits operierten Bruder) an; dadurch wirkte insbesondere die Defensive auf den Außenbahnen gefestigter. Dennoch taten sich die Franzosen in der ersten Spielhälfte gegen das frühe dänische Pressing sowie deren Fünfer-Abwehrkette schwer. Ihre Dominanz zahlte sich erst nach einer Stunde mit Mbappés Führungstreffer aus. Der relativ schnelle Ausgleich der nun offensiveren Dänen führte zu einem ausgeglicheneren Spiel mit Chancen auf beiden Seiten, ehe Mbappé – wie schon gegen Australien erneut zum Man of the Match gekürt – mit seinem zweiten Tor wenige Minuten vor dem Schlusspfiff die Entscheidung herbeiführte. Durch diesen Sieg hatten die Franzosen sich, wie zwei weitere Mannschaften (Brasilien und Portugal), vorzeitig für das Achtelfinale qualifiziert; der Titelverteidiger-„Fluch“ war somit gebrochen.
Gegen Tunesien veränderte Deschamps die Startelf gegenüber dem Dänemark-Spiel auf gleich neun Positionen – lediglich Varane und Tchouaméni waren auch diesmal dabei – und verhalf so einem halben Dutzend Spielern zu ihren ersten Einsatzzeiten bei diesem Turnier, Disasi sogar zu seinem A-Elf-Debüt. Dies schlug sich in einem sehr schwachen mannschaftlichen Verständnis nieder; in der ersten Halbzeit brachte Frankreich das gegnerische Tor nicht einmal in Gefahr. Dazu kam, dass nur die Tunesier, die mit sechs in Frankreich geborenen Spielern aufliefen, unbedingten Einsatzwillen demonstrierten und keinen Zweikampf verloren gaben, während es den Bleus auch in dieser Hinsicht an der nötigen Einstellung zu mangeln schien. Folgerichtig erzielten die Nordafrikaner nach rund einer Stunde den vollauf verdienten Führungstreffer durch den Frankreich-Profi Wahbi Khazri, den Fofana durch einen leichtfertigen Ballverlust am Mittelkreis begünstigte. Deschamps reagierte und wechselte neben Saliba vier offensive Stammspieler (Mbappé, Griezmann, Rabiot und Dembélé) ein; in den letzten 20 Minuten – zehn davon in der Extrazeit – fand das Spiel praktisch nur noch in Tunesiens Hälfte statt; aber Griezmanns vermeintliches Ausgleichstor in der 9. Minute der Nachspielzeit wurde nach Intervention der Videoassistenten wegen Abseitsstellung zu Recht aberkannt, wenngleich erst nach dem Schlusspfiff. Auch wenn Frankreich dennoch als Gruppensieger in die K.o.-Runde einzog, kam L’Équipe nicht umhin, festzustellen, dass „die französische Ersatzbank nur erschreckend begrenzte Möglichkeiten“ aufweise.

### Achtelfinale
| 4. Dezember 2022, in Doha, al-Thumama-Stadion (40.989 Z.) |   |       |           |
| Frankreich                                                | – | Polen | 3:1 (1:0) |

Auch die Länderspielbilanz gegen Polen war positiv; acht der 16 bisherigen Begegnungen gewann Frankreich, nur drei wurden verloren. Eine dieser Niederlagen ereignete sich allerdings bei einer WM-Endrunde, 1982 in Spanien, als die Osteuropäer sich im Spiel um den dritten Platz mit 3:2 durchsetzten. Zuletzt trafen die beiden Teams 2011 bei einem Freundschaftsspiel aufeinander, wobei die Franzosen unter dem Deschamps-Vorgänger Laurent Blanc in Warschau mit 1:0 gewannen.
Die Startelf war – wenig überraschend angesichts der Vorstellung gegen Tunesien – identisch mit der des Dänemark-Spiels; dies führte dazu, dass die Offensive frühzeitig zu ersten Torabschlüssen kam und auch die Defensive sicher stand. Polens gefährlichsten Angriff wenige Minuten vor der Halbzeitpause klärten Lloris mit einem Reflex und anschließend Varane kurz vor der Torlinie gemeinsam. Kurz darauf nahm Giroud einen Steckpass von Mbappé mustergültig an und schoss die Franzosen in Führung; mit seinem bereits dritten Turniertreffer machte er sich zugleich zum alleinigen erfolgreichsten Torschützen der französischen Länderspielgeschichte. In Halbzeit zwei drängten die Bleus auf die frühzeitige Entscheidung, aber es dauerte fast 30 Minuten, bis Mbappé Polens Szczęsny mit einem wuchtigen Schuss unter die Latte überwinden konnte; eine Viertelstunde später gelang ihm erneut ein Treffer aus rund 15 Metern, diesmal in den Torwinkel. Anschließend wurde er bereits zum dritten Mal als Spieler des Spiels ausgezeichnet. Am Ende der Nachspielzeit schafften die „Weißen Adler“ zumindest noch den Ehrentreffer per Handelfmeter, wofür Lewandowski zwei Anläufe benötigte: Lloris wehrte seinen ersten Strafstoß ab, den der Schiedsrichter allerdings wiederholen ließ.

### Viertelfinale
| 10. Dezember 2022, in al-Chaur, al-Bayt-Stadion (68.895 Z.) |   |         |           |
| Frankreich                                                  | – | England | 2:1 (1:0) |

Mit England erwartete die Bleus ein Kontrahent, gegen den sie eine negative Bilanz aufzuweisen haben. Diese rührt zwar vorrangig aus der ersten Hälfte des 20. Jahrhunderts her, aber auch später taten die Franzosen sich häufig schwer. Wie gegen Polen hatten sie auch gegen England bei der Weltmeisterschaft 1982 eine Niederlage (1:3 im Gruppenspiel der Vorrunde) hinnehmen müssen. Erst seit ihrem ersten Weltmeistertitel (1998) vermochten sie diese Tendenz zum Positiven zu wenden und verloren von den jüngsten acht Begegnungen nur eine, gewannen hingegen fünf. Im bisher letzten Duell dieser beiden Viertelfinalisten (Juni 2017, 3:2-Heimsieg Frankreichs) hatte Trainer Deschamps mit Lloris, Varane, Dembélé, Mbappé und Giroud fünf Spieler eingesetzt, die auch in Katar dabei waren.
Die Titelseite von L’Équipe nahm am Tag nach dem Achtelfinale ein Foto ein, auf dem Giroud Mbappé in die Luft hebt, das in Anspielung auf die britische Nationalhymne mit den Worten „God save NOTRE King“ („Gott schütze UNSEREN König“) unterlegt war.
Zum Anpfiff stand dieselbe Elf auf dem Platz, die auch schon gegen Dänen und Polen begonnen hatte; damit bestritt Hugo Lloris sein 143. Länderspiel und löste Lilian Thuram ab, der seit 2006 Frankreichs Rekordnationalspieler war. Dass Deschamps seine Idealformation gefunden hatte, zeigte sich auch daran, dass er gegen England trotz eines kräftezehrenden Verlaufs nur eine einzige Auswechslung (Coman für Dembélé) vornahm. – Es gab kein langes Abtasten, sondern beide Seiten suchten früh den Torerfolg; und der gelang Tchouaméni schon in der 17. Minute mit einem platzierten Distanzschuss. In dessen Folge waren die Engländer die gefährlichere Mannschaft, allerdings gelang es ihnen bis zur Pause nicht, Frankreichs kompromisslose Defensive entscheidend zu überwinden. Dies ermöglichte ihnen erst ein von Harry Kane trocken verwandelter Foulelfmeter. Anschließend eröffneten sich beiden weiterhin stürmenden Teams mehrere Torchancen, aber es dauerte bis zur 78. Minute, ehe Giroud, der diesmal Mbappé als Spieler des Spiels ablöste, die Franzosen mit einem wuchtigen Kopfball erneut in Führung brachte. Den erneuten Ausgleich hatte kurz darauf Kane auf dem Fuß, aber seinen zweiten Strafstoß setzte er zu hoch an, und auch in der verbleibenden Spielzeit einschließlich einer zwölfminütigen Extrazeit gelang es den Briten nicht, Lloris ein zweites Mal zu überwinden. So konnte Frankreich am Ende einer Partie von hohem Tempo, die bis zum Schlusspfiff auf Messers Schneide stand, seinen Traum von einer Titelverteidigung − es wäre die erste gewesen, seit Brasilien dies 1962 schaffte – weiter verfolgen.

### Halbfinale
| 14. Dezember 2022, in al-Chaur, al-Bayt-Stadion (68.294 Z.) |   |         |           |
| Frankreich                                                  | – | Marokko | 2:0 (1:0) |

Gegen den Überraschungs-Halbfinalisten Marokko gab es in der Vergangenheit lediglich fünf Spiele. Dreimal hatte Frankreich gewonnen, zweimal trennte man sich – so auch bei der letzten Begegnung 2007 – mit einem Remis; dabei hat es sich ausschließlich um Freundschaftsspiele gehandelt. Diese Ansetzung war von besonderer historisch-politischer Qualität: Einige Mitglieder des marokkanischen Kaders, so auch Trainer Walid Regragui und sein Assistent Gharib Amzine, sind in Frankreich geboren und/oder bei französischen Profiklubs aktiv. Außerdem war das Land für fast ein halbes Jahrhundert (1912 bis 1956) als Französisch-Marokko ein Teil des französischen Kolonialgebiets in Nordafrika, aus dem in früheren Zeiten auch mehrere bekannte Nationalspieler Frankreichs wie Larbi Ben Barek oder Just Fontaine stammten. Schließlich stellen Marokkaner die zweitgrößte Gruppe von Einwanderern, die in Frankreich leben. Von daher rührte die Befürchtung, dass es anlässlich dieser Begegnung erneut zu Auseinandersetzungen zwischen Anhängern der beiden Mannschaften kommen könnte, wie sie sich am Abend der Viertelfinals auf den Pariser Champs Élysées ereignet hatten und die Bürgermeisterin des 8. Arrondissements dazu brachten, für den Abend des Spiels eine Sperrung der Straße zu fordern.
Die Franzosen wollten Marokko sportlich jedenfalls nicht auf die leichte Schulter nehmen; immerhin hatten die „Löwen des Atlas“ mit Belgien, Spanien und Portugal bereits drei Mannschaften aus den Top Ten der Weltrangliste bezwungen, und sie haben – wie Deschamps es formulierte – „diese Siege nicht gestohlen, sondern verdient“.
Kleinere Beschwerden machten zwei Umstellungen erforderlich: Konaté ersetzte Upamecano in der Innenverteidigung, Fofana Rabiot im Mittelfeld. Schon nach wenigen Minuten bezwang Theo Hernández den marokkanischen Torwart per akrobatischem Seitfallzieher. Die frühe Führung kam den Franzosen zugute, weil sie den Gegner kommen lassen, dabei aber auch immer wieder selbst Nadelstiche setzen konnten, so etwa bei Girouds Pfostenschuss nach gut einer Viertelstunde. Marokko, das ganz überwiegend über die rechte Seite kam, hatte seine größte Chance kurz vor der Halbzeit, aber Lloris lenkte den Ball reaktionsschnell an den Pfosten. In der zweiten Hälfte erhöhten die Marokkaner den Druck, konnten die französische Abwehr aber nicht entscheidend überwinden. Stattdessen nutzten die Bleus ihre erste echte Möglichkeit in diesem Spielabschnitt, als der eingewechselte Kolo Muani einen abgefälschten Schussversuch Mbappés ins Tor lenkte – mit seiner ersten Ballberührung. Marokko hingegen konnte auch seine letzte Chance in der Nachspielzeit nicht verwerten, so dass den Nordafrikanern der Weg ins Endspiel versperrt blieb. Frankreich hatte in Hinsicht auf Effizienz und Spielglück einfach den besseren Tag erwischt und zudem als Man of the Match einen Antoine Griezmann, der sich unter Deschamps zum vielseitigen „Taktgeber, Strategen, Pressingauslöser und Tempobestimmer“ entwickelt hat.

### Endspiel
| 18. Dezember 2022, in Lusail, Lusail Iconic Stadium (88.966 Z.) |   |             |                                 |
| Frankreich                                                      | – | Argentinien | 3:3 n. V. (2:2, 0:2), 2:4 i. E. |

Argentinien hat Frankreich bei zwölf vorangegangenen Spielen sechsmal besiegt, dreimal trennte man sich unentschieden und dreimal gewannen die Franzosen. Das 2022er-Finale sollte bereits das vierte Aufeinandertreffen der Albiceleste und der Bleus bei einer WM-Endrunde werden. 1930 in Uruguay (0:1) und 1978 in Argentinien (1:2) verlor Frankreich jeweils in der Vorrunde mit einem Tor Differenz, 2018 in Russland setzte es sich dafür im Achtelfinale mit einem Tor Vorsprung durch, wobei dieses 4:3 zugleich die letzte Begegnung der beiden Teams war.
Nach dem Halbfinale hatte die Frage die Medien kurzzeitig beschäftigt, ob der überraschend schnell genesene Karim Benzema nach Katar nachkommen würde, wobei sogar darüber spekuliert worden war, ob er für einen Einsatz im Endspiel in Frage käme. Dies beschied der Trainer abschlägig, und nur als Zuschauer wollte Benzema, der von Staatspräsident Emmanuel Macron dazu eingeladen worden war, nicht anreisen.
Nachdem alle angeschlagenen Spieler (Upamecano, Rabiot, Theo Hernández sowie Varane) wieder einsatzfähig waren, begannen die Franzosen zum vierten Mal mit ihrer vermeintlich stärksten Aufstellung. Allerdings stand diese nicht einmal eine Halbzeit lang auf dem Platz, weil Deschamps den indisponierten Dembélé und auch Giroud bereits nach 40 Minuten durch Thuram und Kolo Muani ersetzte; nach 70 Minuten traf es mit Griezmann und Hernández zwei weitere Stammkräfte. Hintergrund dieser ungewöhnlichen Maßnahmen: Frankreich war überhaupt nicht in die Partie gekommen, ließ Passgenauigkeit, Zweikampfstärke und Ideen im Spielaufbau vermissen, lag nach einer guten halben Stunde 0:2 zurück und fand offensiv praktisch nicht statt. Der erste Schuss auf das argentinische Tor gelang erst nach mehr als einer Stunde. Dann allerdings kippte das Spiel, Frankreich dominierte nun, Mbappé glich binnen 95 Sekunden aus und die Bleus waren dem Siegtreffer in der langen Nachspielzeit sogar näher. Die Verlängerung sah einen offenen Schlagabtausch mit vier weiteren Wechseln auf Seiten der Franzosen, in dem Messi seine Elf erneut in Führung schoss, ehe Mbappé mit seinem dritten Treffer – wie beim 1:2 per Strafstoß – den Gleichstand wiederherstellte. In der letzten Minute parierte Torwart Martínez gegen den völlig freistehenden Kolo Muani, so dass es zum Elfmeterschießen kam. Darin trafen Mbappé und Kolo Muani vom Punkt, aber Coman und Tchouaméni konnten nicht verwandeln; da Lloris viermal bezwungen wurde, misslang der Versuch der Titelverteidigung.
Dieses Fußballspiel, bei dem zwischen Anpfiff und letztem Elfmeter nahezu drei Stunden lagen, wurde wahlweise als „episch“, „epochal“ (so der Kicker), „Jahrhundertspiel“ (Der Spiegel) und „Bestes Finale, das es jemals gegeben hat“ (The Sun) gewürdigt; in diesem „dantesken Endspiel“ seien „zwei oder drei Partien zu einer einzigen verschmolzen“, was den Zuschauern „unglaublich emotionale Fahrten im Aufzug“ abgenötigt habe (Libération).

## Fazit und Nachwirkungen
Bei ihrer vierten Teilnahme in einem WM-Endspiel mussten sich die Bleus zum zweiten Mal nach 2006 mit der Rolle des Zweitplatzierten begnügen. Immerhin gewannen Kylian Mbappé den Goldenen und Olivier Giroud den Bronzenen Schuh als bester beziehungsweise drittbester Torschütze, Mbappé zudem auch noch den Silbernen Ball als zweitbester Spieler dieses Turniers. Und für das deutsche Fachblatt Kicker zählen immerhin drei Franzosen zu dessen Top-Elf dieser WM, nämlich Theo Hernández, Antoine Griezmann und Mbappé. Aufgrund des erfolgreichen WM-Parcours kletterte Frankreich in der Weltrangliste wieder auf Platz drei und stieg damit zur besten Mannschaft außerhalb Südamerikas auf.
Das Interesse der heimischen Bevölkerung an den TV-Übertragungen der Spiele Frankreichs war von Anfang an hoch und steigerte sich im Turnierverlauf weiter. Beim Endspiel verzeichnete TF1 eine Einschaltquote von 81 % – im Mittel 24,1 Mio., in der Spitze (während des Elfmeterschießens) sogar 29,4 Mio. Zuschauer –, was den höchsten Wert in der Geschichte des öffentlich-rechtlichen Senders darstellt.
Im Nachgang stand bei den Medien die Frage im Vordergrund, mit welchen dieser Spieler der Nationaltrainer für die nähere Zukunft (EM 2024 und WM 2026) nicht mehr planen würde. Dabei fielen insbesondere die Namen Lloris, Giroud und – nicht nur aus Altersgründen – Benzema, aber auch über Deschamps selbst wurde spekuliert, weil nicht erst nach diesem Turnier die Alternative Zinédine Zidane im Raum stand und der amtierende, unbestrittene Chefcoach sich davor und währenddessen nie eindeutig geäußert hatte, ob er weitermachen wolle. Dabei hatte Verbandspräsident Le Graët ihm nach dem Achtelfinale zugesichert, dass diese Entscheidung alleine in Deschamps’ Hand läge.
Karim Benzema gab am Tag nach dem Finale, seinem 35. Geburtstag, über seine Social-Media-Kanäle seinen Rücktritt aus der Nationalmannschaft bekannt. Hugo Lloris und kurz darauf Steve Mandanda folgten wenige Wochen später, Raphaël Varane Anfang Februar 2023. Deschamps’ Vertrag wurde hingegen bis zur WM 2026 verlängert und Giroud erklärte, weiterhin den blauen Dress tragen zu wollen.

## Nachweise und Anmerkungen
1. ↑  Deschamps: „Ich habe Vertrauen in meine Gruppe“ vom 9. November 2022 bei fff.fr
2. ↑  Frankreich vergibt letztes Ticket an Thuram vom 14. November 2022 bei kicker.de
3. ↑  Nkunku muss passen! vom 15. November 2022 bei fff.fr
4. ↑  Benzema erlitt einen Muskelriss im Oberschenkel vom 19. und Nach Benzemas Ausfall bleibt Deschamps bei seiner 25er-Liste vom 20. November 2022, beide bei lequipe.fr
5. ↑  WM-Kader, fifa.com, abgerufen am 15. Dezember 2022.
6. ↑  Der französische Verband bezeichnet Stéphan – und nicht Deschamps – hierbei auch als Nationaltrainer (Sélectionneur).
7. ↑  N’Golo Kanté muss für die WM absagen vom 18. Oktober 2022 bei francetvinfo.fr
8. ↑  Pogbas Anwalt gibt dessen endgültige Absage für die WM in Katar bekannt vom 31. Oktober 2022 bei rmcsport.bfmtv.com
9. ↑  Kicker Sonderheft WM 2022, S. 117
10. ↑  Geldregen für die FFF dank des Finaleinzugs vom 15. Dezember 2022 bei lequipe.fr
11. ↑  Fédération Française de Football: Guide Médias Coupe du Monde 2022. Paris 2022, S. 7 und 8
12. ↑  Ein bisschen Farbe und eine erste Polemik über das Hotel der Bleus vom 16. November 2022 bei lemonde.fr
13. ↑  Deschamps über Weltmeisterfluch: „Nehme eine Aspirin“ vom 21. November 2022 bei sueddeutsche.de
14. ↑  Fédération Française de Football: Guide Médias Coupe du Monde 2022. Paris 2022, S. 74, 76 und 78
15. ↑  Weltmeisterschaft für Lucas Hernández beendet vom 23. November 2022 auf der Seite des französischen Fußballverbands.
16. ↑  Mbappé entwischt Dänemark zweimal bei kicker.de
17. ↑  Die erschreckenden Grenzen der Reservisten gegen Tunesien vom 30. November 2022 bei lequipe.fr
18. ↑  Frankreichs neuer Rekordtorschütze Giroud eröffnet: Les Bleus stehen im Viertelfinale bei kicker.de
19. ↑  Spielstatistik gegen England auf der Seite des französischen Verbandes
20. ↑  Titelseite der L’Équipe (Memento des Originals vom 5. Dezember 2022 im Internet Archive)  Info: Der Archivlink wurde automatisch eingesetzt und noch nicht geprüft. Bitte prüfe Original- und Archivlink gemäß Anleitung und entferne dann diesen Hinweis. vom 5. Dezember 2022
21. ↑  Giroud zur Stelle, Kane vergibt vom Punkt bei kicker.de
22. ↑  Einwanderungsstatistik bei insee.fr
23. ↑  Nach Marokkos und Frankreichs Sieg Euphorie und Festnahmen auf den Champs Élysées vom 11. Dezember 2022 bei liberation.fr
24. ↑  Bürgermeisterin wünscht Schließung der Champs Élysées am Mittwochabend vom 13. Dezember 2022 bei lequipe.fr
25. ↑  Girouds Erinnerung an 2018 – Deschamps weicht Zukunftsfragen aus vom 11. Dezember 2022 bei kicker.de
26. ↑  Super-Joker Kolo Muani bei kicker.de und Drei Erkenntnisse zu Frankreich - Marokko bei fifa.com
27. ↑  Zitat aus Frankreichs Finaleinzug – Ein Meisterwerk von Didier Deschamps vom 15. Dezember 2022 bei sportschau.de; Griezmann soll nach diesem Artikel aus sportstar.thehindu.com zudem zum Spieler des Spiels gewählt worden sein.
28. ↑  Deschamps zur Krankheitswelle im Team vom 17. Dezember 2022 bei kicker.de
29. ↑  Macrons Delegation mit Kanté, Kimpembe und Pogba, aber ohne Benzema vom 17. Dezember 2022 bei lefigaro.fr
30. ↑  Die insgesamt sieben Spielerwechsel waren deshalb zulässig, weil bei diesem Turnier nach den FIFA-Regularien in einer Verlängerung ein sechster und nach einer Kopfverletzung (Rabiot) sogar ein siebter Austausch erlaubt war – siehe Warum Frankreich siebenmal auswechseln durfte vom 18. Dezember 2022 bei sportschau.de.
31. ↑  Zusammenfassung des Spiels nach Im Elfmeterschießen: Messi und Co. krönen sich gegen Frankreich zum Weltmeister bei kicker.de und Argentinien ergattert nach seinem Sieg gegen Frankreich und einem denkwürdigen Finale seinen dritten Titel bei lemonde.fr, beide vom 18. Dezember 2022
32. ↑  Kicker: WM 2022., S. 167, 171 und 173
33. ↑  Argentinien Weltmeister nach einem legendären Finale gegen die Bleus und Von Saint-Nazaire bis Strasbourg: Ein Endspiel wie dieses erlebt man kein zweites Mal, beide vom 18. Dezember 2022 bei liberation.fr
34. ↑  Vier Weltmeister dabei: Die Top-Elf der WM vom 19. Dezember 2022 bei kicker.de; auch in Kicker: WM 2022., S. 175.
35. ↑  Brasilien weiter Spitzenreiter, Marokko schafft Sprung nach vorn vom 22. Dezember 2022 bei fifa.com
36. ↑  Publikumsrekord für TF1 mit mehr als 24 Millionen Zuschauern beim Finale der Bleus vom 19. Dezember 2022 bei francetvinfo.fr
37. ↑  Deschamps soll weitermachen – Sucht sich Zidane jetzt einen Verein? vom 20. Dezember 2022 bei kicker.de
38. ↑  Weltfußballer Karim Benzema beendet Teamkarriere vom 19. Dezember 2022 bei derstandard.at
39. ↑  „Es ist nicht leicht“: Lloris beendet Karriere in der Nationalmannschaft vom 9. Januar 2023 bei kicker.de; Mandanda über das Ende seines Abenteuers mit den Bleus: „Wissen, wann man aufhören muss“ vom 14. Januar 2023 bei lequipe.fr.
40. ↑  Au revoir, Rapha vom 2. Februar 2023 bei fff.fr
41. ↑  Entscheidung gefallen: Deschamps bleibt Frankreichs Nationaltrainer, kicker.de, 7. Januar 2023, abgerufen am 9. Januar 2023.
42. ↑  Für Olivier Giroud muss der internationale Ruhestand noch warten vom 12. Februar 2023 bei lequipe.fr